# Filip Nerius z Fürstenbergu
Filip Nerius Maria Josef z Fürstenbergu (německy Philipp Nerius Maria Joseph von Fürstenberg, 21. října 1755, Praha – 5. června 1790) byl německo-český šlechtic z české linie knížecího rodu Fürstenbergů.

## Původ
Byl synem knížete Karla Boromejského Egona I. z Fürstenbergu (1729 – 1787) a jeho manželky hraběnky Marie Josefy ze Šternberka (1735–1803), dcery hraběte Františka Filipa ze Šternberka (1708–1786) a Marie Eleonory Leopoldiny ze Starhembergu (1712–1800). 
Byl vnukem knížete a lankraběte Josefa Viléma z Fürstenbergu (1699–1762) a hraběnky Terezie Anny Marie Eleonory z Valdštejna-Wartenbergu (1707–1756). Jeho bratr Karel Alois z Fürstenbergu (1760–1799) sloužil v císařské armádě a dosáhl hodnosti polního podmaršálka.

## Rodina
Filip Nerius z Fürstenbergu se 10. února 1779 v Donaueschingenu oženil se svou sestřenicí z prvního kolena, princeznou Josefou Marií Johanou Benediktou z Fürstenbergu-Stühlingenu (14. listopadu 1756 – 2. října 1809), dcerou svého strýce 6. kníže Josef Václava z Fürstenbergu-Stühlingen (1728–1783) a hraběnky Marie Josefy Waldbursko-Scheersko-Trauchburské (1731–1782). Manželé měli tři děti:  
- Josefa Marie Filipina (5. března 1780 – 10. března 1780)
- Leopoldina Filipina Karolína Marie Josefa (10. dubna 1781 – 7. června 1806, Praha), provdaná 20. října 1799 v Praze za lankraběte Viktora Amadea Hesensko-Rotenburského, vévodu ratibořského, knížete korbejského (2. září 1779 – 12 listopadu 1834)
- Karel Gabriel Maria Josef (2. února 1785 – 13. prosince 1799, Praha)